# Alopecosa solitaria
Alopecosa solitaria là một loài nhện trong họ Lycosidae.
Loài này thuộc chi Alopecosa. Alopecosa solitaria được Ottó Herman miêu tả năm 1879.